# Porphyrinia schernhammeri
Porphyrinia schernhammeri là một loài bướm đêm trong họ Noctuidae.